# Andy Lumpp
Andy Lumpp (* 1. April 1957 in Dormagen) ist ein deutscher Pianist des Modern Jazz.

## Leben und Wirken
Lumpp lernte als Kind zunächst Klavier, mit 10 Jahren begann er außerdem klassische Gitarre zu spielen. Als Siebzehnjähriger entschied er sich für das Piano und studierte ab 1975 an der Hochschule für Musik Köln. Daneben nahm er Privatunterricht bei Richie Beirach. Mit Rainer Linke und Frank Köllges gründete er 1975 das Kölner Jazz-Trio. Wie Linke wechselte er dann in Uli Beckerhoffs Gruppe „Riot“, wo er bis 1980 blieb. Anschließend spielte er mit der John Thomas Lifeforce, dem Quartett von Wolfgang Engstfeld und Klaus Weiss und den Gruppen von Reinhard Glöder und Klaus Lenz. Daneben gab er Solokonzerte („17-6-82 Köln“, 1982). Von 1982 bis 1986 begleitete er die Sängerin Monika Linges und bildete ein Trio mit Hugo Read und Michael Küttner, das auch im Auftrag des Goethe-Instituts durch Westafrika tourte. Später gründete er die Gruppe „Out of Darkness“. Daneben arbeitete er mit dem hr-Jazzensemble, Kenny Wheeler, Jon Christensen, Ack van Rooyen und Markus Stockhausen. 1994 legte er ein zweites Solo-Album vor („Dreamin’ Man“), dem 2005 „Beyond Nirvana“ folgte. Sein Trio mit Heinrich Chastca und Stefan Hölker erweiterte er gelegentlich um den Trompeter Andy Przybielski („Music From Planet Earth“, 2000, „Musica ex spiritu sanctu“, 2003). Mit der Gruppe von Przybielski trat er 2005 auf den Leipziger Jazztagen auf. Auch arbeitete er im Duo mit Adelhard Roidinger (Parusia 2019).
Lumpp, der in Delhoven lebt, war auch als Arrangeur und als Lehrbeauftragter an der Universität Duisburg und an der Staatlichen Hochschule für Musik Westfalen-Lippe. Abteilung Dortmund tätig.

## Lexigraphische Einträge
- Martin Kunzler: Jazz-Lexikon. Band 1: A–L (= rororo-Sachbuch. Bd. 16512). 2. Auflage. Rowohlt, Reinbek bei Hamburg 2004, ISBN 3-499-16512-0.